# Spion

Karikatuur van een spion

Een spion of geheim agent is iemand die op heimelijke en soms illegale (clandestiene) wijze inlichtingen vergaart. Spionnen kunnen werken voor een overheid, maar ook voor bedrijven. De term spion wordt vooral in de dagelijkse populaire taal gebruikt. Inlichtingen die via dergelijke menselijke bronnen verkregen worden, heet Human Intelligence (HUMINT).

## Terminologie
Binnen de inlichtingenwereld wordt het begrip 'spion' als zodanig niet gebruikt, maar spreekt men van inlichtingenofficier en agent. De inlichtingenofficier is degene die in dienst is van een geheime dienst. De agent is een buitenstaander die doorgaans niet op de loonlijst staat, maar soms wel een (financiële) tegenprestatie voor geleverde informatie ontvangt of op een of andere manier gedwongen wordt. 
De medewerker van een geheime dienst die het contact met een agent onderhoudt werd bij de vroegere Binnenlandse Veiligheidsdienst (BVD) een runner genoemd en bij de huidige AIVD een acquisiteur. Voor het werven en begeleiden van agenten in het buitenland beschikken veel landen over inlichtingenmedewerkers die onder diplomatieke dekmantel op ambassades werkzaam zijn. Daarnaast zijn er medewerkers die onder non-official cover (NOC), bijvoorbeeld als ondernemer of bedrijfspersoneel, in een land actief zijn. Ten slotte zijn er nog inlichtingenmedewerkers die onder deep cover, dat wil zeggen met een valse identiteit in een gastland verblijven. Zij worden ook wel illegals genoemd.
Daarnaast is er nog de informant die zonder tegenprestatie en uit eigen beweging inlichtingen levert aan de officier of de agent. Een infiltrant is iemand die tot een organisatie toetreedt, bijvoorbeeld als lid of als werknemer, met het doel vanuit deze positie de hand te kunnen leggen op vertrouwelijke gegevens en die door te kunnen spelen. 
Opereert de agent in het buitenland, maar zonder diplomatieke status, dan spreekt men over een buitenlandse agent.
Een dubbelspion is een agent die aan beide kanten inlichtingenofficieren van informatie voorziet, terwijl een mol een agent is die moedwillig in een vijandige inlichtingenorganisatie infiltreert. Kim Philby was een mol, hijzelf zei hierover:
"Ik heb niemand verraden. Ik heb altijd dezelfde werkgever en dezelfde opvattingen gehad. Ik was gewoon een agent die de tegenpartij moest infiltreren. Dat die zo stom was dat niet te doorzien, dat is hun zaak."

## Werkwijze
Hoewel inlichtingendiensten op verschillende manieren informatie kunnen bemachtigen (satellietbeelden, computerspionage, statistische gegevens, onderzoeken van derden) spreekt infiltratie het meest tot de verbeelding. Wanneer een spion infiltreert treedt hij tot een organisatie toe onder een dekmantel, met als uiteindelijk doel toegang te krijgen tot vertrouwelijke informatie om deze door te spelen. Het is bij infiltratie echter vaak onzeker of de spion daadwerkelijk toegang tot waardevolle informatie krijgt, en het kan lang duren voor het zover is omdat de spion eerst voldoende moet opklimmen in de organisatie.
Door moderne biometrische identificatiemethodes en het toenemend aantal beveiligingscamera's wordt de traditionele inzet van spionnen steeds lastiger. De Israëlische inlichtingendienst Mossad zet daarom steeds vaker (onwetende) lokale agenten in, zodat de eigen medewerkers buiten beeld blijven.

## Bekende spionnen
Bekende spionnen zijn onder anderen:
- Rudolf Abel
- Aldrich Ames
- Robert Baden-Powell[4]
- Josephine Baker
- Guy Binet
- George Blake
- Christopher Boyce
- Martha Cnockaert
- Eli Cohen
- Theo Dobbe
- Klaus Fuchs
- Robert Hanssen
- Theo Haze
- George Koval
- Huub Lauwers
- Christiaan Lindemans (alias King Kong)
- Mata Hari (verondersteld spionne)
- Eugène Michiels
- Sigismund Payne Best
- Gary Powers
- Sidney Reilly
- Julius en Ethel Rosenberg
- Henk Scheermeijer
- Charles Louis Schulmeister (spion van Napoleon)
- Herman Simm
- Richard Sorge
- Jan van Straelen (1940-1943)
- Violette Szabo (1921-1945)
- Anton van der Waals

Als de Cambridge Five bekend geworden zijn de Britse spionnen Anthony Blunt, Guy Burgess, John Cairncross, Donald Maclean en Kim Philby, die tijdens de Tweede Wereldoorlog en de jaren vijftig voor de Sovjet-Unie spioneerden.

## Fictieve spionnen
In literatuur geldt het werk The Spy van James Fenimore Cooper uit 1821 als de introductie. Ook Charles Dickens weeft een plot rond spionage in zijn A Tale of Two Cities. Meer modern gelden vooral de werken van Graham Greene als waarheidsgetrouw. Het meer tot de verbeelding sprekende personage James Bond, geschreven door het voormalig lid van de Engelse militaire geheime dienst Ian Fleming, romantiseerde het publieke beeld van de spion.

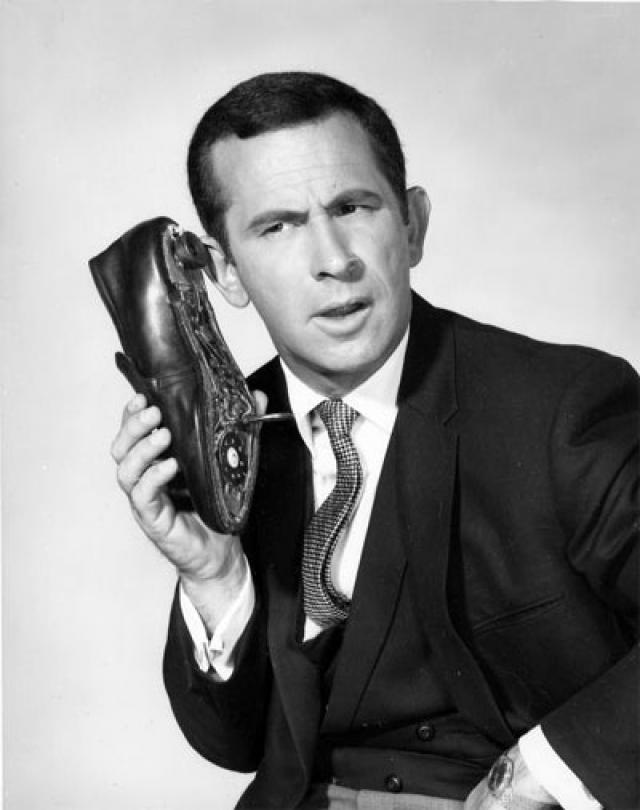
Don Adams in de rol van Maxwell Smart met zijn "shoe phone"

Andere fictieve spionnen:
- Agent 327
- Alex Rider
- Austin Powers
- Malko Linge
- Hitman
- Maxwell Smart